# Liste der Lieder von Dark Tranquillity

Bandlogo

Dies ist eine Liste der Lieder der schwedischen Melodic-Death-Metal-Band Dark Tranquillity. Die Liste ist alphabetisch sortiert und berücksichtigt alle auf Studioalben und EPs und Singles veröffentlichten Lieder.

## Legende
- Titel: Nennt den Namen des Liedes. Coverversionen sind blau hinterlegt. Ferner werden bei Coverversionen die Originalinterpreten genannt.
- Autoren: Nennt die Autores des Liedes.
- Album: Nennt das Album, auf dem das Lied erschien. Bei gelb markierten Titel handelt es sich um Bonustracks, die nicht auf allen Versionen des Albums vertreten sind.
- Jahr: Nennt das Veröffentlichungsjahr.

## Die Lieder

### A
| #  | Titel                        | Autoren                                        | Album                           | Jahr |
| -- | ---------------------------- | ---------------------------------------------- | ------------------------------- | ---- |
| 1  | A Bleaker Sun                | Reinholdz, Stanne                              | Endtime Signals                 | 2024 |
| 2  | A Bolt of Blazing Gold       | Henriksson                                     | Skydancer                       | 1993 |
| 3  | A Closer End                 | Jivarp, Henriksson, Sundin, Stanne             | Fiction                         | 2007 |
| 4  | A Drawn Out Exit             | Jivarp, Brändström, Stanne, Reinholdz          | Moment                          | 2020 |
| 5  | The Abolute                  | Jivarp, Stanne                                 | Atoma                           | 2016 |
| 6  | Alone                        | Henriksson, Sundin                             | Skydancer                       | 1993 |
| 7  | Archetype                    | Johansson, Nordström, Stanne                   | Enter Suicidal Angels (EP)      | 1996 |
| 8  | Alseep in the Bandaged Light | Dark Tranquillity, Stanne                      | Projector                       | 1999 |
| 9  | Am I 1?                      | Brändström, Henriksson, Jivarp, Sundin, Stanne | Character                       | 2005 |
| 10 | Apathetic                    | Sundin, Stanne                                 | Construct                       | 2013 |
| 11 | Arkhangelsk                  | Sundin, Stanne                                 | We Are the Void                 | 2009 |
| 12 | At Loss for Words            | Jivarp, Henriksson, Stanne                     | Haven                           | 2000 |
| 13 | At the Point of Ignition     | Sundin, Henriksson, Stanne                     | We Are the Void                 | 2009 |
| 14 | Atom Heart 243.5             | Henriksson, Johansson, Sundin                  | The Mind’s I                    | 1997 |
| 15 | Atoma                        | Jivarp, Stanne                                 | Atoma                           | 2016 |
| 16 | Auctioned                    | Dark Tranquillity, Stanne                      | Projector                       | 1999 |
| 17 | Away, Delight, Away          | Henriksson, Johansson, Stanne                  | Of Chaos and Eternal Night (EP) | 1995 |

### B
| # | Titel                        | Autoren                    | Album                          | Jahr |
| - | ---------------------------- | -------------------------- | ------------------------------ | ---- |
| 1 | Below the Radiance           | Jivarp, Henriksson, Stanne | Fiction                        | 2007 |
| 2 | Beyond Enlightenment         | Sundin, Stanne             | A Trail of Life Decayed (Demo) | 1991 |
| 3 | Blind at Heart               | Henriksson, Stanne         | Fiction                        | 2007 |
| 4 | The Bow and the Arrow        | Sundin                     | We Are the Void                | 2009 |
| 5 | Bringer of Torture (Kreator) | Kreator, Petrozza          | The Gallery                    | 1995 |

### C
| # | Titel                | Autoren                                | Album                                | Jahr |
| - | -------------------- | -------------------------------------- | ------------------------------------ | ---- |
| 1 | Cathode Ray Sunshine | Brändström, Jivarp, Henriksson, Stanne | Damage Done                          | 2002 |
| 2 | Caves and Embers     | Sundin, Stanne                         | Atoma                                | 2016 |
| 3 | Clearing Skies       | Brändström, Stanne                     | Atoma                                | 2016 |
| 4 | Constant             | Johansson, Stanne, Sundin              | The Mind’s I                         | 1997 |
| 5 | Cornered             | Henriksson, Brändström, Stanne         | Exposures – In Retrospect and Denial | 2004 |
| 6 | Crimson Winds        | Jivarp                                 | Skydancer                            | 1993 |

### D
| #  | Titel                                   | Autoren                               | Album               | Jahr |
| -- | --------------------------------------- | ------------------------------------- | ------------------- | ---- |
| 1  | Damage Done                             | Henriksson, Jivarp, Stanne            | Damage Done         | 2002 |
| 2  | The Dark Unbroken                       | Jivarp, Brändström, Stanne, Reinholdz | Moment              | 2020 |
| 3  | Day to End                              | Dark Tranquillity, Stanne             | Projector           | 1999 |
| 4  | Derivation TNB                          | Henriksson, Jivarp, Stanne            | Lost to Apathy (EP) | 2004 |
| 5  | Dissolution Factor Red                  | Johansson, Stanne, Sundin             | The Mind’s I        | 1997 |
| 6  | The Dividing Line                       | Jivarp, Johansson, Stanne, Sundin     | The Gallery         | 1995 |
| 7  | Doberman                                | Dark Tranquillity, Stanne             | Projector           | 1999 |
| 8  | Dream Oblivion                          | Antonsson, Henriksson, Stanne         | We Are the Void     | 2009 |
| 9  | Dreamlore Degenerate                    | Henriksson, Stanne, Sundin            | The Mind’s I        | 1997 |
| 10 | Drowned Out Voices                      | Reinholdz, Brandström, Stanne         | Endtime Signals     | 2024 |
| 11 | Dry Run                                 | Jivarp, Nicklasson, Sundin, Stanne    | Character           | 2005 |
| 12 | The Dying Fragments of an Elderly Dream | unbekannt                             | The Dying Fragments | 2009 |

### E
| #  | Titel                           | Autoren                                | Album                                | Jahr |
| -- | ------------------------------- | -------------------------------------- | ------------------------------------ | ---- |
| 1  | Edenspring                      | Johansson, Stanne, Sundin              | The Gallery                          | 1995 |
| 2  | Ego Deception                   |                                        | Moment                               | 2020 |
| 3  | Ego Drama                       | Jivarp, Henriksson, Stanne             | Haven                                | 2000 |
| 4  | Empires Lost in Time            | Jivarp, Brändström, Stanne, Reinholdz  | Moment                               | 2020 |
| 5  | Emptier Still                   | Henriksson, Stanne                     | Haven                                | 2000 |
| 6  | The Emptiness from Which I Feed | Henriksson, Johansson, Stanne, Sundin  | The Gallery                          | 1995 |
| 7  | Empty Me                        | Henriksson, Stanne                     | Fiction                              | 2007 |
| 8  | Encircled                       | Brändström, Stanne                     | Atoma                                | 2016 |
| 9  | The Endless Feed                | Brändström, Jivarp, Stanne             | Character                            | 2005 |
| 10 | Endtime Hearts                  | Sundin, Stanne                         | Construct                            | 2013 |
| 11 | The Enemy                       | Henriksson, Nicklasson, Hivarp, Stanne | Damage Done                          | 2002 |
| 12 | Enforced Perspective            | Reinholdz, Brändström, Stanne          | Endtime Signals                      | 2024 |
| 13 | Ex Nihilo                       | Sundin, Nicklasson, Henriksson         | Damage Done                          | 2002 |
| 14 | Exposure                        | Sundin, Henriksson, Stanne             | Exposures – In Retrospect and Denial | 2004 |
| 15 | Eyes of the World               | Jivarp, Brändström, Stanne, Reinholdz  | Moment                               | 2020 |

### F
| #  | Titel                | Autoren                               | Album           | Jahr |
| -- | -------------------- | ------------------------------------- | --------------- | ---- |
| 1  | Fabric               | Brändström, Stanne                    | Haven           | 2000 |
| 2  | Failstate            | Jivarp, Brändström, Stanne, Reinholdz | Moment          | 2020 |
| 3  | Faithless by Default | Brändström, Sundin, Stanne            | Atoma           | 2016 |
| 4  | False Reflection     | Sundin, Reinholdz, Brändström, Stanne | Endtime Signals | 2024 |
| 5  | The Fatalist         | Henriksson, Jivarp, Stanne            | We Are the Void | 2009 |
| 6  | Feast of Burden      | Henriksson, Jivarp, Stanne            | Haven           | 2000 |
| 7  | Final Resistance     | Henriksson, Stanne                    | Damage Done     | 2002 |
| 8  | Focus Shift          | Henriksson, Stanne                    | Fiction         | 2007 |
| 9  | For Broken Words     | Jivarp, Brändström, Stanne            | Construct       | 2013 |
| 10 | Force of Hand        | Jivarp, Sundin, Stanne                | Atoma           | 2016 |
| 11 | Format C: for Cortex | Jivarp, Henriksson, Sundin, Stanne    | Damage Done     | 2002 |
| 12 | Forward Momentum     | Jivarp, Stanne                        | Atoma           | 2016 |
| 13 | FreeCard             | Dark Tranquillity, Stanne             | Projector       | 1999 |

### G
| # | Titel                   | Autoren                                        | Album           | Jahr |
| - | ----------------------- | ---------------------------------------------- | --------------- | ---- |
| 1 | The Gallery             | Henriksson, Stanne, Sundin                     | The Gallery     | 1995 |
| 2 | The Grandest Accusation | Sundin, Henriksson, Brändström, Jivarp, Stanne | We Are the Void | 2009 |

### H
| # | Titel                 | Autoren                                            | Album           | Jahr |
| - | --------------------- | -------------------------------------------------- | --------------- | ---- |
| 1 | Haven                 | Jivarp, Henriksson, Stanne                         | Haven           | 2000 |
| 2 | Hedon                 | Henriksson, Sundin                                 | The Mind’s I    | 1997 |
| 3 | Her Silent Language   | Sundin, Jivarp, Henriksson, Stanne                 | We Are the Void | 2009 |
| 4 | Hours Passed in Exile | Henriksson, Jivarp, Nicklasson, Brändström, Stanne | Damage Done     | 2002 |

### I
| #  | Titel                     | Autoren                                                    | Album                                | Jahr |
| -- | ------------------------- | ---------------------------------------------------------- | ------------------------------------ | ---- |
| 1  | I Am the Void             | Sundin, Henriksson, Jivarp, Stanne                         | We Are the Void                      | 2009 |
| 2  | I, Deception              | Henriksson, Nicklasson, Jivarp, Sundin, Brändström, Stanne | Damage Done                          | 2002 |
| 3  | Icipher                   | Brändström, Henriksson, Jivarp, Stanne                     | Fiction                              | 2007 |
| 4  | Identical to None         | Jivarp, Brändström, Stanne, Reinholdz                      | Moment                               | 2020 |
| 5  | Immemorial                | Jivarp, Brändström, Sundin, Stanne                         | Construct                            | 2013 |
| 6  | In My Absence             | Brändström, Henriksson, Sundin, Stanne                     | We Are the Void                      | 2009 |
| 7  | In Sight                  | Henriksson, Jivarp, Stanne                                 | Exposures – In Retrospect and Denial | 2004 |
| 8  | In Tears Bereaved         | Henriksson                                                 | Skydancer                            | 1993 |
| 9  | In Truth Divided          | Jivarp, Brändström, Stanne, Reinholdz                      | Moment                               | 2020 |
| 10 | Indifferent Suns          | Henriksson, Nicklasson, Stanne                             | Haven                                | 2000 |
| 11 | Insanity’s Crescendo      | Henriksson, Johansson, Stanne, Sundin                      | The Mind’s I                         | 1997 |
| 12 | Inside the Particle Storm | Sundin                                                     | Fiction                              | 2007 |
| 13 | Iridium                   | Sundin, Brändström, Stanne                                 | We Are the Void                      | 2009 |

### L
| # | Titel                         | Autoren                                        | Album           | Jahr |
| - | ----------------------------- | ---------------------------------------------- | --------------- | ---- |
| 1 | Lady in Black (Mercyful Fate) | Diamond                                        | The Gallery     | 1995 |
| 2 | The Last Imagination          | Reinholdz, Brändström, Stanne                  | Endtime Signals | 2024 |
| 3 | The Lesser Faith              | Henriksson, Jivarp, Nicklasson, Sundin, Stanne | Fiction         | 2007 |
| 4 | Lethe                         | Henriksson, Sundin                             | The Gallery     | 1995 |
| 5 | Lost to Apathy                | Henriksson, Stanne                             | Character       | 2005 |

### M
| #  | Titel                           | Autoren                                        | Album                                | Jahr |
| -- | ------------------------------- | ---------------------------------------------- | ------------------------------------ | ---- |
| 1  | Merciless Fate                  | Brändström, Stanne                             | Atoma                                | 2016 |
| 2  | Midway Through Infinity         | Henriksson, Jivarp, Johansson, Stanne, Sundin  | The Gallery                          | 1995 |
| 3  | Midwinter (Intro)               | Sundin                                         | A Trail of Life Decayed (Demo)       | 1991 |
| 4  | The Mind’s I                    | Johansson, Potter                              | The Mind’s I                         | 1997 |
| 5  | Mind Matters                    | Henriksson, Jivarp, Sundin, Stanne             | Character                            | 2005 |
| 6  | Mine Is the Grandeur            | Henriksson, Sundin                             | The Gallery                          | 1995 |
| 7  | Misery in Me                    | Henriksson, Jivarp, Sundin, Stanne             | Exposures – In Retrospect and Denial | 2004 |
| 8  | Misery’s Crown                  | Brändström, Henriksson, Jivarp, Sundin, Stanne | Fiction                              | 2007 |
| 9  | Monochromatic Stains            | Jivarp, Brändström, Stanne                     | Damage Done                          | 2002 |
| 10 | The Mundane and the Magic       | Henriksson, Jivarp, Stanne                     | Fiction                              | 2007 |
| 11 | My Faeryland Forgotten          | Henriksson                                     | Skydancer                            | 1993 |
| 12 | My Friend of Misery (Metallica) | Newsted, Hetfield, Ulrich                      | The Gallery                          | 1995 |
| 13 | My Negation                     | Henriksson, Jivarp, Nicklasson, Stanne         | Character                            | 2005 |

### N
| #  | Titel                          | Autoren                                | Album                                | Jahr |
| -- | ------------------------------ | -------------------------------------- | ------------------------------------ | ---- |
| 1  | Nether Novas                   | Dark Tranquillity, Stanne              | Projector                            | 1999 |
| 2  | Neuronal Fire                  | Brändström, Reinholdz, Stanne          | Endtime Signals                      | 2024 |
| 3  | Neutrality                     | Jivarp, Stanne                         | Atoma                                | 2016 |
| 4  | The New Build                  | Henriksson, Nicklasson, Jivarp, Stanne | Character                            | 2005 |
| 5  | Nightfall by the Shore of Time | Henriksson                             | Skydancer                            | 1993 |
| 6  | None Becoming                  | Brändström, Stanne                     | Construct                            | 2013 |
| 7  | No-One                         | Henriksson, Johansson, Jivarp, Stanne  | Exposures – In Retrospect and Denial | 2004 |
| 8  | Not Built to Last              | Jivarp, Henriksson, Brändström, Stanne | Haven                                | 2000 |
| 9  | Nothing to No One              | Henriksson, Sundin, Stanne             | Fiction                              | 2007 |
| 10 | Not Nothing                    | Reinholdz, Brandström, Stanne          | Endtime Signals                      | 2024 |

### O
| #  | Titel                      | Autoren                                | Album                           | Jahr |
| -- | -------------------------- | -------------------------------------- | ------------------------------- | ---- |
| 1  | Of Chaos and Eternal Night | Sundin, Johansson, Jivarp, Stanne      | Of Chaos and Eternal Night (EP) | 1995 |
| 2  | On Your Time               | Dark Tranquillity, Stanne              | Projector                       | 1999 |
| 3  | Only Time Can Tell         | unbekannt                              | The Dying Fragments             | 2009 |
| 4  | The One Brooding Warning   | Henriksson, Johansson, Stanne, Sundin  | The Gallery                     | 1995 |
| 5  | One of Us Is Gone          | Johansson, Reinholdz, Stanne           | Endtime Signals                 | 2024 |
| 6  | One Thought                | Henriksson, Jivarp, Stanne             | Character                       | 2005 |
| 7  | Our Disconnect             | Reinholdz, Brändström, Stanne          | Endtime Signals                 | 2024 |
| 8  | Our Proof of Life          | Sundin, Stanne                         | Atoma                           | 2016 |
| 9  | Out of Gravity             | unbekannt                              | We Are the Void                 | 2009 |
| 10 | Out of Nothing             | Henriksson, Nicklasson, Jivarp, Stanne | Character                       | 2005 |

### P
| # | Titel            | Autoren                               | Album       | Jahr |
| - | ---------------- | ------------------------------------- | ----------- | ---- |
| 1 | Phantom Days     | Jivarp, Brändström, Stanne, Reinholdz | Moment      | 2020 |
| 2 | Photon Dreams    | Sundin, Brändström                    | Construct   | 2013 |
| 3 | The Pitiless     | Jivarp, Stanne                        | Atoma       | 2016 |
| 4 | The Poison Well  | Henriksson, Jivarp, Sundin, Stanne    | Damage Done | 2002 |
| 5 | Punish My Heaven | Jivarp, Johansson, Stanne, Sundin     | The Gallery | 1995 |

### R
| # | Titel                 | Autoren                               | Album                      | Jahr |
| - | --------------------- | ------------------------------------- | -------------------------- | ---- |
| 1 | Razorfever            | Sundin, Jivarp, Stanne                | Enter Suicidal Angels (EP) | 1996 |
| 2 | Remain in the Unknown | Jivarp, Brändström, Stanne, Reinholdz | Moment                     | 2020 |
| 3 | Rundown               | Henriksson, Jivarp, Stanne            | Haven                      | 2000 |

### S
| #  | Titel                              | Autoren                                | Album                      | Jahr |
| -- | ---------------------------------- | -------------------------------------- | -------------------------- | ---- |
| 1  | Sacred Reich (Sacred Reich)        | Rind                                   | The Gallery                | 1995 |
| 2  | The Same                           | Brändström, Jivarp, Henriksson, Stanne | Haven                      | 2000 |
| 3  | The Science of Noise               | Jivarp, Brändström, Henriksson, Stanne | Construct                  | 2013 |
| 4  | Scythe, Rage and Roses             | Henriksson, Stanne                     | The Mind’s I               | 1997 |
| 5  | Senses Tied                        | Henriksson, Stanne                     | Character                  | 2005 |
| 6  | Shadow Duet                        | Henriksson, Jivarp                     | Skydancer                  | 1993 |
| 7  | Shadow in Our Blood                | Sundin, Stanne                         | We Are the Void            | 2009 |
| 8  | Shadowlit Facade                   | Johansson, Stanne                      | Enter Suicidal Angels (EP) | 1996 |
| 9  | Shivers and Voids                  | Reinholdz, Stanne                      | Endtime Signals            | 2024 |
| 10 | Silence and the Firmament Withdrew | Henriksson, Stanne, Sundin             | The Gallery                | 1995 |
| 11 | The Silence in Between             | Jivarp, Henriksson, Brändström, Stanne | Construct                  | 2013 |
| 12 | Silence in the House of Tongues    | Sundin                                 | Fiction                    | 2007 |
| 13 | Single Part of Two                 | Jivarp, Henriksson, Stanne             | Damage Done                | 2002 |
| 14 | Skywards                           | Henriksson                             | Skydancer                  | 1993 |
| 15 | Soulbreed                          | unbekannt                              | The Dying Fragments        | 2009 |
| 16 | Standstill                         | Jivarp, Brändström, Stanne, Reinholdz  | Moment                     | 2020 |
| 17 | Star of Nothingness                | Sundin                                 | We Are the Void            | 2009 |
| 18 | State of Trust                     | Brändström, Stanne                     | Construct                  | 2013 |
| 19 | Static                             | Brändström, Jivarp, Henriksson, Stanne | Damage Done                | 2002 |
| 20 | Still Moving Sinews                | Johansson, Stanne, Sundin              | The Mind’s I               | 1997 |
| 21 | The Sun Fired Blanks               | Dark Tranquillity, Stanne              | Projector                  | 1999 |
| 22 | Surface the Infinite               | Henriksson, Jivarp, Brändström, Stanne | We Are the Void            | 2009 |

### T
| #  | Titel                                | Autoren                               | Album           | Jahr |
| -- | ------------------------------------ | ------------------------------------- | --------------- | ---- |
| 1  | Terminus (Where Death Is Most Alive) | Henriksson, Sundin, Stanne            | Fiction         | 2007 |
| 2  | ThereIn                              | Dark Tranquillity, Stanne             | Projector       | 1999 |
| 3  | Through Ebony Archways               | Henriksson                            | Skydancer       | 1993 |
| 4  | Through Smuged Lenses                | Henriksson, Sundin, Stanne            | Character       | 2005 |
| 5  | Tidal Tantrum                        | Johansson, Stanne                     | The Mind’s I    | 1997 |
| 6  | Time Out of Place                    | Jivarp, Stanne                        | Atoma           | 2016 |
| 7  | To a Bitter Halt                     | Dark Tranquillity, Stanne             | Projector       | 1999 |
| 8  | To Where Fires Cannot Feed           | Sundin, Stanne                        | We Are the Void | 2009 |
| 9  | Tongues                              | Henriksson, Johansson, Sundin         | The Mind’s I    | 1997 |
| 10 | Transient                            | Jivarp, Brändström, Stanne, Reinholdz | Moment          | 2020 |

### U
| # | Titel            | Autoren                            | Album                      | Jahr |
| - | ---------------- | ---------------------------------- | -------------------------- | ---- |
| 1 | UnDo Control     | Dark Tranquillity, Stanne          | Projector                  | 1999 |
| 2 | Unforgivable     | Reinholdz, Stanne                  | Endtime Signals            | 2024 |
| 3 | Unfurled by Dawn | Henriksson, Sundin, Stanne         | A Moonclad Reflection (EP) | 1992 |
| 4 | Uniformity       | Jivarp, Brändström, Sundin, Stanne | Construct                  | 2013 |

### V
| # | Titel                | Autoren                            | Album                          | Jahr |
| - | -------------------- | ---------------------------------- | ------------------------------ | ---- |
| 1 | Vernal Awakening     | Henriksson, Sundin, Stanne         | A Trail of Life Decayed (Demo) | 1991 |
| 2 | Void of Tranquillity | Jivarp, Sundin, Henriksson, Stanne | A Trail of Life Decayed (Demo) | 1991 |

### W
| # | Titel                           | Autoren                                | Album                           | Jahr |
| - | ------------------------------- | -------------------------------------- | ------------------------------- | ---- |
| 1 | Wayward Eyes                    | Reinholdz, Brändström, Stanne          | Endtime Signals                 | 2024 |
| 2 | Weight of the End               | Jivarp, Brändström, Sundin, Stanne     | Construct                       | 2013 |
| 3 | What Only You Know              | Brändström, Stanne                     | Construct                       | 2013 |
| 4 | When the World Screams          | Brändström, Jivarp, Stanne             | Atoma                           | 2016 |
| 5 | White Noise/Black Silence       | Henriksson, Jivarp, Stanne             | Damage Done                     | 2002 |
| 6 | Winter Triangle                 | Sundin                                 | Fiction                         | 2007 |
| 7 | With the Flaming Shades of Fall | Sundin, Johansson, Stanne              | Of Chaos and Eternal Night (EP) | 1995 |
| 8 | The Wonders at Your Feet        | Brändström, Jivarp, Henriksson, Stanne | Haven                           | 2000 |

### Y
| # | Titel       | Autoren                    | Album                      | Jahr |
| - | ----------- | -------------------------- | -------------------------- | ---- |
| 1 | Yesterworld | Henriksson, Sundin, Stanne | A Moonclad Reflection (EP) | 1992 |

### Z
| # | Titel          | Autoren           | Album                      | Jahr |
| - | -------------- | ----------------- | -------------------------- | ---- |
| 1 | Zero Distance  | unbekannt         | We Are the Void            | 2009 |
| 2 | Zodiacyl Light | Johansson, Stanne | Enter Suicidal Angels (EP) | 1996 |

### #
| # | Titel                          | Autoren            | Album       | Jahr |
| - | ------------------------------ | ------------------ | ----------- | ---- |
| 1 | 22 Acacia Avenue (Iron Maiden) | Harris, Smith      | The Gallery | 1995 |
| 2 | …Of Melancholy Burning         | Henriksson, Stanne | The Gallery | 1995 |